# Qatar ExxonMobil Open 2014
Відкритий чемпіонат Катару 2014 (також відомий як Qatar ExxonMobil Open 2014 за назвою спонсора) — 22-й чоловічий тенісний турнір, який відбувся з 30 грудня по 5 січня в місті Доха (Катар) на відкритих твердих кортах у Міжнародному центрі тенісу і сквошу Халіфа. Був одним зі змагань ATP 250 як частини Світового туру ATP 2014.

## Призові очки і гроші

### Розподіл очок
| Дисципліна       | П   | Ф   | ПФ | ЧФ | 1/8 | 1/16 | Q   | Q3  | Q2  | Q1  |
| Одиночний розряд | 250 | 150 | 90 | 45 | 20  | 0    | 12  | 6   | 0   | 0   |
| Парний розряд    | 250 | 150 | 90 | 45 | 0   | Н/Д  | Н/Д | Н/Д | Н/Д | Н/Д |

### Розподіл призових грошей
| Дисципліна       | П        | Ф       | ПФ      | ЧФ      | 1/8     | 1/16    | Q3     | Q2   | Q1  |
| Одиночний розряд | $188,600 | $99,325 | $53,800 | $30,655 | $18,060 | $10,700 | $1,820 | $870 | Н/Д |
| Парний розряд *  | $60,400  | $31,750 | $17,210 | $9,840  | $5,770  | Н/Д     | Н/Д    | Н/Д  | Н/Д |

* на пару

## Учасники основної сітки в одиночному розряді

### Сіяні гравці
| Країна          | Гравець            | Рейтинг1 | Посіяний |
| --------------- | ------------------ | -------- | -------- |
| Іспанія         | Рафаель Надаль     | 1        | 1        |
| Іспанія         | Давид Феррер       | 3        | 2        |
| Велика Британія | Енді Маррей        | 4        | 3        |
| Чехія           | Томаш Бердих       | 7        | 4        |
| Франція         | Рішар Гаске        | 9        | 5        |
| Німеччина       | Філіпп Кольшрайбер | 22       | 6        |
| Латвія          | Ернестс Гульбіс    | 24       | 7        |
| Іспанія         | Фернандо Вердаско  | 30       | 8        |

- 1 Рейтинг станом на 23 грудня 2013

### Інші учасники
Нижче наведено учасників, які отримали вайлдкард на участь в основній сітці:
- Карім Хоссам
- Малік Джазірі
- Муса Шанан Заїд

Нижче наведено гравців, які пробились в основну сітку через стадію кваліфікації:
- Дастін Браун
- Деніел Еванс
- Петер Гойовчик
- Домінік Тім

## Учасники основної сітки в парному розряді

### Сіяні гравці
| Країна    | Гравець        | Країна          | Гравець           | Рейтинг1 | посіяний |
| --------- | -------------- | --------------- | ----------------- | -------- | -------- |
| Австрія   | Александер Пея | Бразилія        | Бруно Соарес      | 7        | 1        |
| Іспанія   | Давід Марреро  | Іспанія         | Фернандо Вердаско | 13       | 2        |
| Хорватія  | Іван Додіг     | Бразилія        | Марсело Мело      | 13       | 3        |
| Філіппіни | Трет Х'юї      | Велика Британія | Домінік Інглот    | 49       | 4        |

- 1 Рейтинг станом на 23 грудня 2013

### Інші учасники
Нижче наведено пари, які отримали вайлдкард на участь в основній сітці:
- Малік Джазірі /  Муса Шанан Заїд
- Рафаель Надаль /  Франсіско Ройг

## Переможці

### Одиночний розряд
- Рафаель Надаль —  Гаель Монфіс, 6–1, 6–7(5–7), 6–2

### Парний розряд
- Томаш Бердих /  Ян Гаєк —  Александер Пея /  Бруно Соарес, 6–2, 6–4